# Seth Wescott
Seth Wescott (* 28. Juni 1976 in Durham, North Carolina) ist ein US-amerikanischer Snowboarder.
Wescott begann im Alter von acht Jahren Ski zu fahren und entdeckte zwei Jahre später das Snowboardfahren. Seit 1989 konzentriert er sich sportlich ausschließlich auf das Snowboard. Nach dem Weltmeistertitel 2005 gewann er bei den Olympischen Winterspielen 2006 in Turin die Goldmedaille im erstmals olympischen Snowboardcross. Diesen Titel konnte er vier Jahre später bei den Olympischen Winterspielen in Vancouver  verteidigen.
Nur einen Tag danach wurde die Schweizerin Tanja Frieden, mit der Wescott zu dieser Zeit liiert war, ebenfalls Olympiasiegerin im Snowboardcross. 